# Saison 4 de Black Lightning
 (juin 2021).
Si vous disposez d'ouvrages ou d'articles de référence ou si vous connaissez des sites web de qualité traitant du thème abordé ici, merci de compléter l'article en donnant les références utiles à sa vérifiabilité et en les liant à la section « Notes et références ».
Chronologie
Saison 3
La quatrième saison de Black Lightning, série télévisée américaine, diffusée du 8 février au 24 mai 2021 sur The CW, aux États-Unis.

## Synopsis
Les événements de cette saison se situent un an après l'invasion de Freeland par les Markoviens. Le capitaine Henderson, décédé, est désormais remplacée par le Chef Ana Lopez et le détective Shakur, qui se sont fait pour mission de balayer tous les méta-humains et vigilants présents dans la ville. Tobias Whale, quant à lui, continue de régner sur la ville grâce à ses gangs et son trafic d'armes ... Black Lightning qui peut désormais compter sur ses filles va avoir du pain sur la planche !

## Distribution

### Acteurs principaux
- Cress Williams : Jefferson Pierce / Black Lightning
- Christine Adams : Lynn Stewart
- China Anne McClain : Jennifer Pierce / Lightning
- Nafessa Williams : Anissa Pierce / Thunder / Blackbird
- James Remar : Peter Gambi
- Marvin Krondon Jones III : Tobias Whale
- Chantal Thuy : Grace Choi / Wylde
- Laura Kariuki : Jennifer Pierce / Lightning / The Ionosphere

### Acteurs secondaires
- Wlliam Cattlett : Latavius "Lala" Johnson
- Rafael Castillo : Devonte Jones
- Melissa De Sousa : Chef Ana Lopez
- Tommy Kane : John Webb
- Bethann Hardison : Docteur Bowlan
- Todd Anthony : Docteur Darius Morgan
- Kedrick Brown : Marcel Payton
- Jemarcus Kilgore : Montel
- Elena Varela : Lauren Caruso
- Wallace Smith : Détective Hassan Shakur
- Helen Joo Lee : Val Seong
- Matt Roszak : Red
- Christopher A'mmanuel : Baron / TC

### Acteurs invités
- Reggie Hayes : Maire Billy Black
- Jason Louder : Frank Tanner
- Teesha Renee : Destiny
- Veronika Rowe : Tante Gina
- Renell Gibbs : Kyrie
- Kelvin Hair : Lydell Green
- Amanda Baker : Rebecca Larson
- Tre' Stokes : Terry Andrews
- Sh'Kia Augustin : La voix de Shonda
- Paden Fallis : Marshall Bates
- Troy Faruk : Chef Wesley Robinson
- Rico Ball : Ishmael
- Bill Duke : Agent Odell
- Alexander Hodge : Philky
- James Roch : Donald
- Sibongile Mlambo : Maya Odell
- Fantastic Negrito : Hologram
- McKalin Hand : Uriah Coleman
- Kenneth Trujillo : Jesse Gentilucci
- Will Blagrove : Keith Michaels
- Sofia Vassilieva : Looker

## Liste des épisodes

### Épisode 1:Le Livre de la reconstruction: Chapitre un: Dommage collatéral
- États-Unis : 8 février 2021 sur The CW
- France : 29 juin 2021 sur Netflix

- États-Unis : 515 000 téléspectateurs[1] (première diffusion)

- Melissa de Sousa (Chef Ana Lopez)
- Wallace Smith (Détective Hassan Shakur)
- Reginald C. Hayes (Maire Billy Black)
- Jason Louder (Frank Tanner)
- William Cattlett (Lala)
- Keith Arthur Bolden (Alvin Pierce)
- Rafael Castillo (Devonte Jones)
- Elena Varela (Lauren Caruso)
- Tommy Kane (John Webb)
- Regina Ting Chen (Chandler Tong)

### Épisode 2:Le Livre de la reconstruction: Chapitre deux: Pertes inacceptables
- États-Unis : 15 février 2021 sur The CW
- France : 29 juin 2021 sur Netflix

- États-Unis : 438 000 téléspectateurs[1] (première diffusion)

- Melissa de Sousa (Chef Ana Lopez)
- Wallace Smith (Détective Hassan Shakur)
- Helen Joo Lee (Val Seong)
- William Cattlett (Lala)
- Rafael Castillo (Devonte Jones)
- Todd Anthony (Docteur Darius Morgan)
- Elena Varela (Lauren Caruso)
- Matt Roszak (Red)
- Teesha Renee (Destiny)
- Christopher A'mmanuel (TC)
- Kedrick Brown (Marcel Payton)
- Veronika Rowe (Tante Gina)
- Michael Endoso (Officier Mancini)
- Kelvin Hair (Lydell Jackson)
- Renell Gibbs (Kyrie)

### Épisode 3:Le Livre de la reconstruction: Chapitre trois: En dépit de ma colère
- États-Unis : 22 février 2021 sur The CW
- France : 29 juin 2021 sur Netflix

- États-Unis : 368 000 téléspectateurs[1] (première diffusion)

- Reginald C. Hayes (Maire Billy Black)
- William Cattlett (Lala)
- Rafael Castillo (Devonte Jones)
- Todd Anthony (Docteur Darius Morgan)
- Elena Varela (Lauren Caruso)
- Matt Roszak (Red)
- Christopher A'mmanuel (TC)
- Kedrick Brown (Marcel Payton)
- Kelvin Hair (Lydell Jackson)
- Amanda Baker (Rebecca Larsen)
- Nick Pulos (Behemoth)
- Tre' Stokes (Terry Andrews)
- David Vaughn (Maître d')